# 조 하워드
조 하워드(Joe Howard, 1948년 11월 24일 ~ )는 미국의 배우, 텔레비전 배우이다.
용커스에서 태어났다.

## 영화
- 킹스맨: 퍼스트 에이전트 (2020년)
- 스파이더맨: 파 프롬 홈 (2019년)
- 다키스트 아워 (2017년)
- 킹스맨: 골든 서클 (2017년)
- 더 셰프 (2015년)
- 킹스맨 : 시크릿 에이전트 (2015년)
- 킥 애스 2: 겁 없는 녀석들 (2013년)
- 초콜렛 도넛 (2012년) - 닥터 왓킨스 역
- 엑스맨: 퍼스트 클래스 (2011년)
- 더 키드 (2010년)
- 킥 애스: 영웅의 탄생 (2010년)
- 골! 3 (2009년)
- 델스타 (2008년)
- 빌리버스 (2007년)
- 세상에서 가장 빠른 인디언 (2005년) - 오토 도너 역
- 모래와 안개의 집 (2003년)
- 성질 죽이기 (2003년)
- 그럼피 올드 맨 (1993년)
- 마이티 덕 (1992년)
- 우리 생애 나날들 (1965년)